# Comostolopsis
Comostolopsis is een geslacht van vlinders van de familie spanners (Geometridae), uit de onderfamilie Geometrinae.

## Soorten
- C. apicata (Warren, 1898)
- C. atricosta Herbulot, 1992
- C. capensis (Warren, 1899)
- C. coerulea Warren, 1902
- C. convalescens Herbulot, 1981
- C. fluorita Prout, 1927
- C. germana Prout, 1916
- C. glos Fletcher D. S., 1978
- C. intensa Prout, 1915
- C. leuconeura Prout, 1930
- C. marginata Warren, 1899
- C. regina Thierry-Mieg, 1915
- C. rubristicta (Warren, 1899)
- C. rufocellata (Mabille, 1900)
- C. rufostellata (Mabille, 1900)
- C. simplex Warren, 1902
- C. sladeni Prout, 1915
- C. stillata (Felder & Rogenhofer, 1875)
- C. subsimplex Prout, 1913
- C. tmematica Prout, 1934
- C. viridellaria (Mabille, 1898)